# Giulianova Calcio 2011-2012
Questa pagina raccoglie le informazioni riguardanti il Giulianova Calcio nelle competizioni ufficiali della stagione 2011-2012.

## Rosa
| N. |                   | Ruolo | Calciatore            |
| -- | ----------------- | ----- | --------------------- |
|    | Italia (bandiera) | A     | Mattia Addazii        |
|    | Italia (bandiera) | A     | Alessandro Basciani   |
|    | Italia (bandiera) | C     | Nicolò Bianchi        |
|    | Italia (bandiera) | C     | Francesco Bontà       |
|    | Italia (bandiera) | D     | Francesco Bruno       |
|    | Italia (bandiera) | A     | Paolo Carbonaro       |
|    | Italia (bandiera) | D     | Carlo Cavasinni       |
|    | Italia (bandiera) | C     | Edoardo Checchetti    |
|    | Italia (bandiera) | C     | Girolamo D'Alessandro |
|    | Italia (bandiera) | C     | Francesco D'Aniello   |
|    | Italia (bandiera) | D     | Federico Del Grosso   |
|    | Italia (bandiera) | C     | Nicola Della Penna    |
|    | Italia (bandiera) | C     | Simone De Santis      |
|    | Italia (bandiera) | C     | Simone Di Michele     |
|    | Italia (bandiera) | D     | Fabio Faragalli       |
|    | Italia (bandiera) | A     | Alessio Giustini      |

| N. |                    | Ruolo | Calciatore             |
| -- | ------------------ | ----- | ---------------------- |
|    | Italia (bandiera)  | D     | Daniele Granata        |
|    | Italia (bandiera)  | A     | Armando Simeon Iachini |
|    | Marocco (bandiera) | A     | Jonis Khoris           |
|    | Italia (bandiera)  | P     | Claudio Merletti       |
|    | Italia (bandiera)  | A     | Francesco Morga        |
|    | Italia (bandiera)  | D     | Marco Palandrani       |
|    | Italia (bandiera)  | A     | Andrea Picone          |
|    | Italia (bandiera)  | A     | Andrea Pirelli         |
|    | Italia (bandiera)  | A     | Davide Recchiuti       |
|    | Italia (bandiera)  | C     | Michele Rinaldi        |
|    | Italia (bandiera)  | P     | Luigi Sorrentino       |
|    | Italia (bandiera)  | D     | Francesco Terrenzio    |
|    | Italia (bandiera)  | D     | Danilo Testoni         |
|    | Italia (bandiera)  | A     | Riccardo Valori        |
|    | Italia (bandiera)  | D     | Alessandro Zoppetti    |

## Risultati

### Campionato
Il Giulianova ha osservato un turno di riposo alla 19ª e 40ª giornata, il 4 dicembre 2011 e il 22 aprile 2012. 

#### Girone di andata
| 4 settembre 2011 1ª giornata | Giulianova | 1 – 0 | Aprilia |  |

| 11 settembre 2011 2ª giornata | Campobasso | 1 – 0 | Giulianova |  |

| 14 settembre 2011 3ª giornata | Giulianova | 1 – 2 | Arzanese |  |

| 18 settembre 2011 4ª giornata | Fano | 1 – 2 | Giulianova |  |

| 25 settembre 2011 5ª giornata | Giulianova | 1 – 0 | Celano |  |

| 28 settembre 2011 6ª giornata | Aversa Normanna | 0 – 2 | Giulianova |  |

| 2 ottobre 2011 7ª giornata | Giulianova | 0 – 1 | Perugia |  |

| 9 ottobre 2011 8ª giornata | Milazzo | 0 – 1 | Giulianova |  |

| 12 ottobre 2011 9ª giornata | Giulianova | 2 – 1 | Isola Liri |  |

| 16 ottobre 2011 10ª giornata | Paganese | 2 – 1 | Giulianova |  |

| 22 ottobre 2011 11ª giornata | Melfi | 2 – 0 | Giulianova |  |

| 26 ottobre 2011 12ª giornata | Giulianova | 0 – 3 | L'Aquila |  |

| 30 ottobre 2011 13ª giornata | Neapolis | 1 – 1 | Giulianova |  |

| 6 novembre 2011 14ª giornata | Giulianova | 2 – 0 | Gavorrano |  |

| 13 novembre 2011 15ª giornata | Vigor Lamezia | 1 – 1 | Giulianova |  |

| 16 novembre 2011 16ª giornata | Giulianova | 0 – 1 | Chieti |  |

| 20 novembre 2011 17ª giornata | Fondi | 2 – 1 | Giulianova |  |

| 27 novembre 2011 18ª giornata | Giulianova | 3 – 1 | Vibonese |  |

| 11 dicembre 2011 20ª giornata | Ebolitana | 2 – 1 | Giulianova |  |

| 18 dicembre 2011 21ª giornata | Giulianova | 1 – 1 | Catanzaro |  |

#### Girone di ritorno
| 8 gennaio 2012 22ª giornata | Aprilia | 3 – 3 | Giulianova |  |

| 15 gennaio 2012 23ª giornata | Giulianova | 1 – 1 | Campobasso |  |

| 22 gennaio 2012 24ª giornata | Arzanese | 3 – 1 | Giulianova |  |

| 29 gennaio 2012 25ª giornata | Giulianova | 0 – 2 | Fondi |  |

| 22 febbraio 2012 26ª giornata | Celano | 0 – 2 | Giulianova |  |

| 14 marzo 2012 27ª giornata | Giulianova | 1 – 0 | Aversa Normanna |  |

| 15 febbraio 2012 28ª giornata | Perugia | 3 – 1 | Giulianova |  |

| 19 febbraio 2012 29ª giornata | Giulianova | 3 – 1 | Milazzo |  |

| 26 febbraio 2012 30ª giornata | Isola Liri | 1 – 1 | Giulianova |  |

| 4 marzo 2012 31ª giornata | Giulianova | 0 – 1 | Paganese |  |

| 7 marzo 2012 32ª giornata | Giulianova | 0 – 2 | Melfi |  |

| 11 marzo 2012 33ª giornata | L'Aquila | 2 – 0 | Giulianova |  |

| 18 marzo 2012 34ª giornata | Giulianova | 0 – 1 | Neapolis |  |

| 25 marzo 2012 35ª giornata | Gavorrano | 3 – 0 | Giulianova |  |

| 1 aprile 2012 36ª giornata | Giulianova | 0 – 0 | Vigor Lamezia |  |

| 4 aprile 2012 37ª giornata | Chieti | 2 – 0 | Giulianova |  |

| 25 aprile 2012 38ª giornata | Giulianova | 1 – 1 | Fondi |  |

| 18 aprile 2012 39ª giornata | Vibonese | 0 – 0 | Giulianova |  |

| 29 aprile 2012 41ª giornata | Giulianova | 1 – 0 | Ebolitana |  |

| 6 maggio 2012 42ª giornata | Catanzaro | 3 – 3 | Giulianova |  |

### Coppa Italia Lega Pro

#### Fase eliminatoria a gironi
| 17 agosto 2011 1ª giornata - Girone G | Giulianova | 1 – 1 | Foligno |  |

| 21 agosto 2011 2ª giornata - Girone G | Celano | 0 – 2 | Giulianova |  |

| 24 agosto 2011 4ª giornata - Girone G | Giulianova | 0 – 1 | Chieti |  |

| 28 agosto 2011 5ª giornata - Girone G | Ternana | 5 – 0 | Giulianova |  |